# Cinderella steyskali
Cinderella steyskali är en tvåvingeart som beskrevs av Willi Hennig 1969. Cinderella steyskali ingår i släktet Cinderella och familjen myllflugor. Inga underarter finns listade i Catalogue of Life.